# Selenops juxtlahuaca
Selenops juxtlahuaca là một loài nhện trong họ Selenopidae.
Loài này phân bố ở México.
Loài này thuộc chi Selenops. Selenops juxtlahuaca được miêu tả năm 2007 bởi Valdez-Mondragón.